# Zlaté Klasy
Zlaté Klasy este o comună slovacă, aflată în districtul Dunajská Streda din regiunea Trnava. Localitatea se află la altitudinea de 122 m deasupra n.m., se întinde pe o suprafață de 11,96 km2 și în 2017 număra 3.614 locuitori.

## Istoric
Localitatea Zlaté Klasy este atestată documentar din 1352.

## Demografie
| An:                | 1994 | 2004    | 2014   | 2024   |
| ------------------ | ---- | ------- | ------ | ------ |
| Număr de persoane: | 3164 | 3604    | 3584   | 3542   |
| Diferență:         |      | +13,90% | −0,55% | −1,17% |

| An:                | 2023 | 2024   |
| ------------------ | ---- | ------ |
| Număr de persoane: | 3570 | 3542   |
| Diferență:         |      | −0,78% |